# Dardanien

Dardanien

Dardanien (lateinisch Dardania) ist eine historische Region in Südosteuropa, die sich zwischen den Flüssen Ibar, Morava und dem Oberlauf des Vardar erstreckte. Sie umfasste das heutige Territorium Kosovos und ferner einige südliche Gebiete des heutigen Serbiens sowie in Nordmazedonien. Die Region war nach einem der illyrischen Stämme, den Dardanern benannt, die sich nach Osten hin mit thrakischen Bevölkerungsgruppen vermischten.

## Geschichte
Die Dardaner unternahmen in der Antike häufig Raubzüge in das südlich gelegene Gebiet der Makedonen, wurden jedoch 335 v. Chr. von Makedonien unterworfen. 279 v. Chr. zogen aus Makedonien vertriebene keltische Stämme ins Land der Dardaner. Um 250 v. Chr. breiteten sich die Dardaner bis zur Adria aus, wobei ihre schärfsten Gegner die illyrischen Ardiaioi (deutsch Ardiäer) waren. 229 v. Chr. besiegten die Dardaner den makedonischen König Demetrios II. Unter dessen Sohn Philipp V. wurden Dardaner um die makedonischen Städte Pella, Edessa und Beroia angesiedelt.
Mitte des 1. Jahrhunderts geriet das Gebiet unter die Herrschaft des Römischen Reichs und bildete einen Teil der Provinz Moesia (später Moesia superior). In dieser Zeit wurden in Dardanien einige Veteranenkolonien errichtet, die Stadt Scupi entwickelte sich zum regionalen Zentrum und Kaiser Trajan gründete die Kolonie Ulpiana. Im Zuge der Reformen Diokletians wurde die römische Provinz Dardania begründet, die die Städte Naissus, Ulpiana, Scupi, und das Municipium Dardanorum umfasste. In einer Inschrift aus dem 3. Jahrhundert wird die Herkunft eines vermissten Tribunen aus der nationis Dardaniae erwähnt, was auf eine besondere Eigenständigkeit der Region hindeuten könnte.
Prokopios von Caesarea verzeichnete im 6. Jahrhundert 69 Festungen in Dardanien. Im 7. Jahrhundert wurde das Gebiet infolge der Landnahme der Slawen auf dem Balkan eingenommen. 
Im Spätmittelalter erscheint Dardanien erneut in den Werken gelehrter Autoren. Heute wird der Name von Kosovo-Albanern gelegentlich als alternative Bezeichnung für das Kosovo verwendet. Vor der Unabhängigkeit Kosovos am 29. Oktober 2000 präsentierte der damalige Präsident Ibrahim Rugova die „Dardania-Flagge“ als Entwurf für eine mögliche Staatsflagge.

## Karten

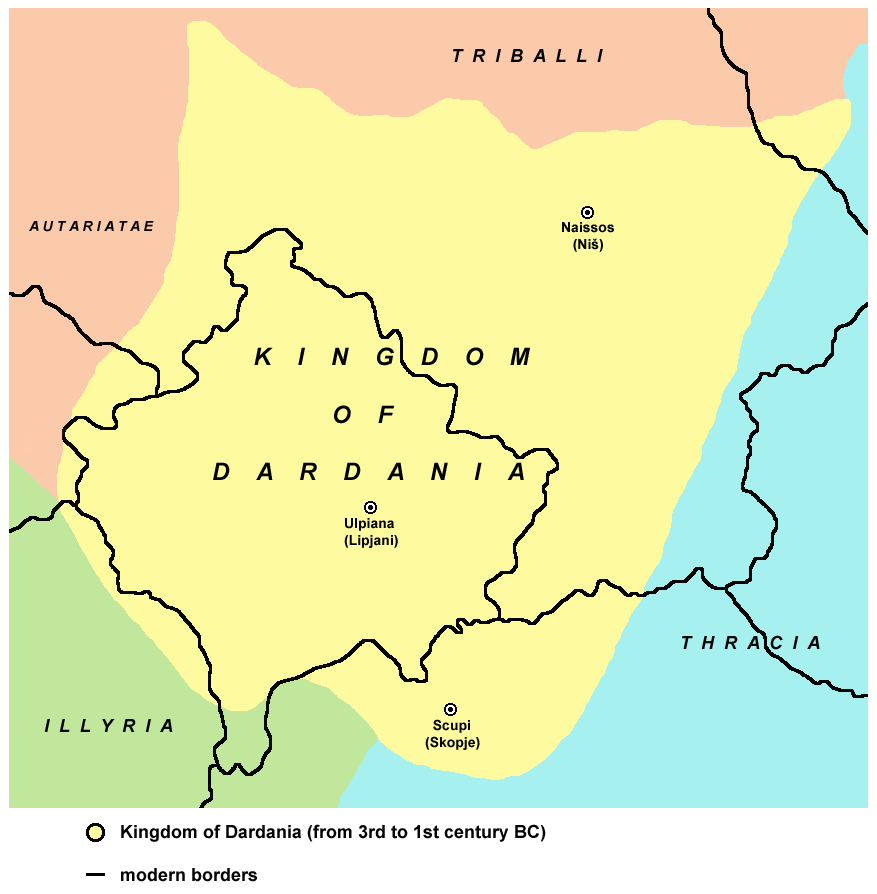
Vergleich Dardanien um die Zeitenwende/Kosovo
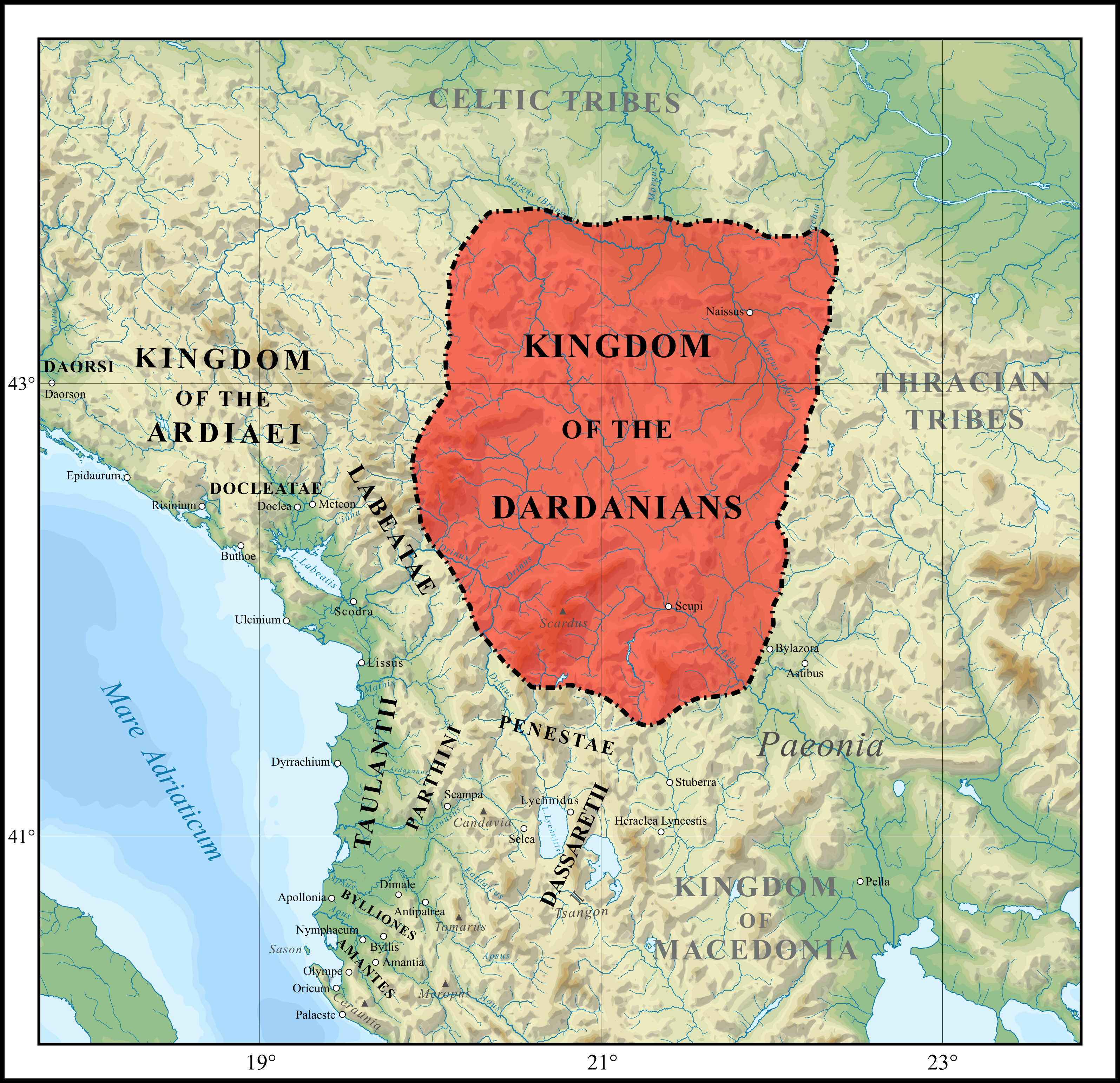
Ungefähres Gebiet des Königreich Dardanien im späten 3. Jahrhundert v. Chr.
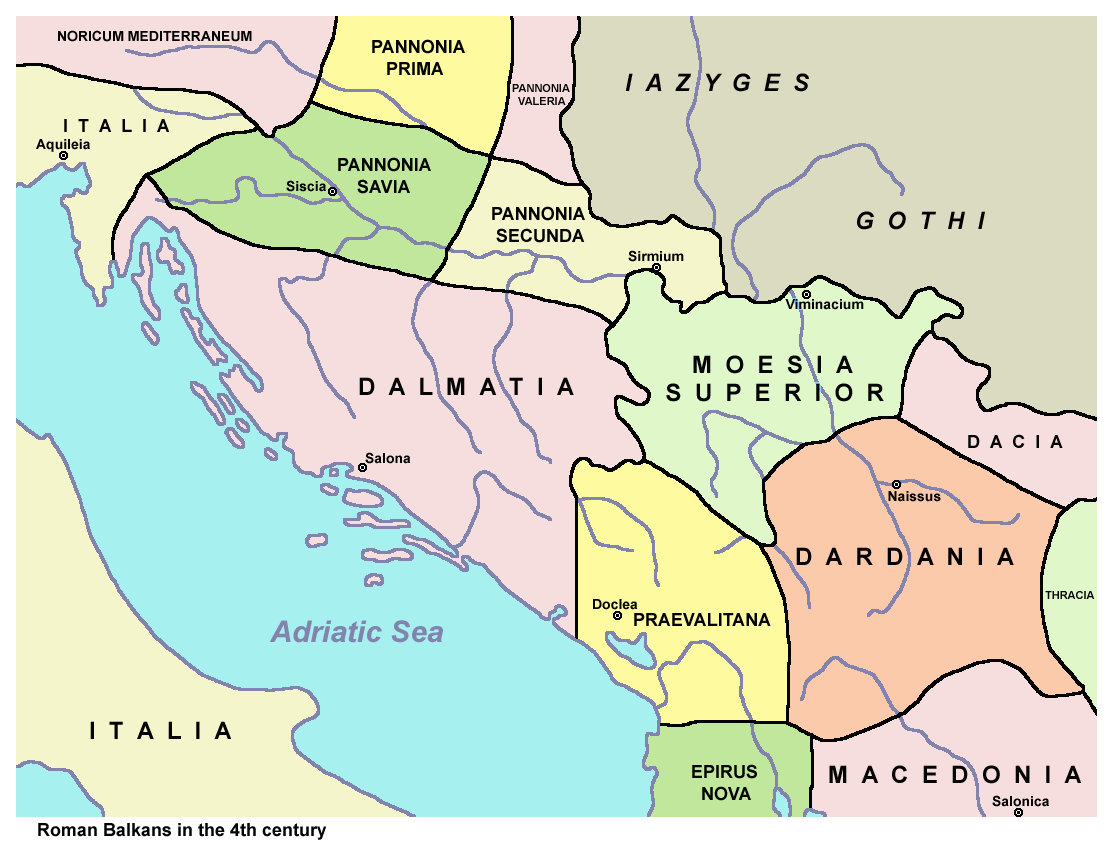
Dardanien im 4. Jahrhundert
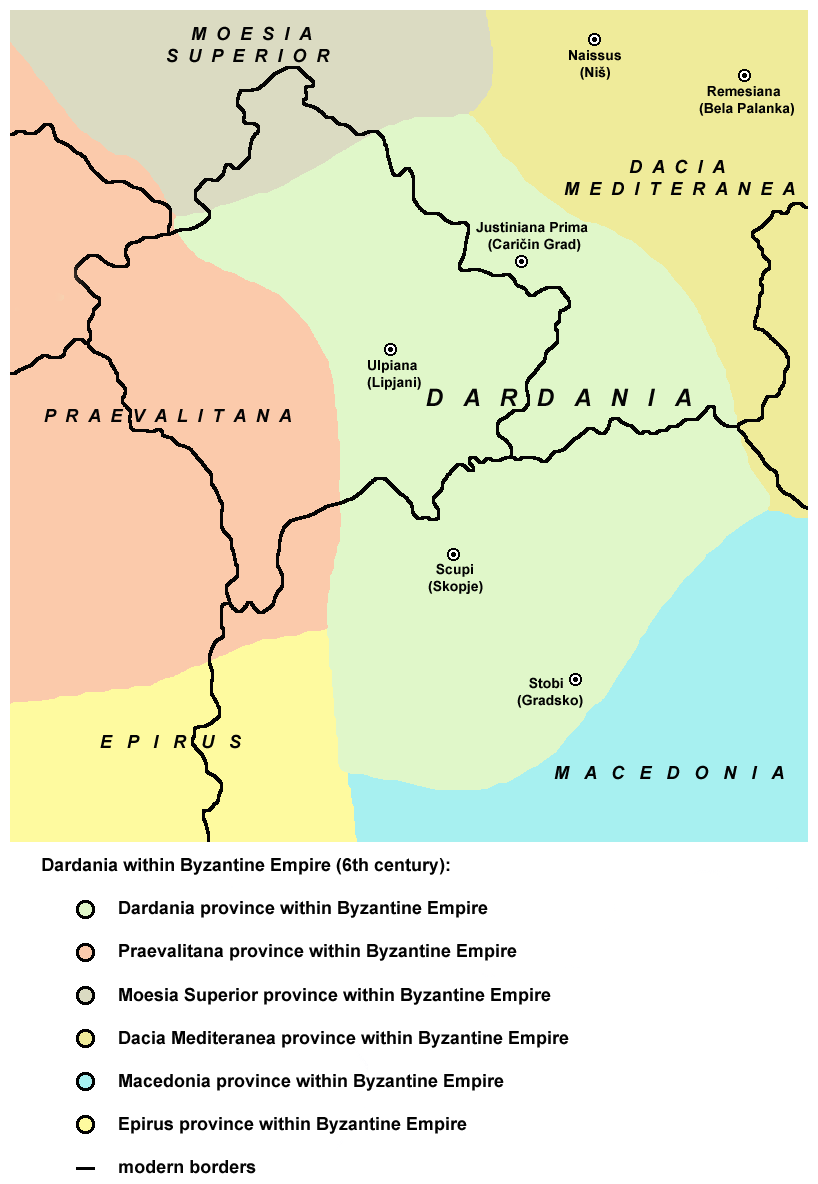
Dardanien im 6. Jahrhundert